# Action sociale (sciences sociales)
Pour les articles homonymes, voir Action sociale et Action sociale (parti politique).
En sciences sociales, plus spécifiquement en sociologie, l'action sociale fait référence à une action qui s'inscrit dans une relation avec autrui. Selon Max Weber, une action est « sociale » si l'individu, appelé acteur, oriente son action par rapport aux autres. Selon Talcott Parsons, l'acteur oriente son action en direction d'une fin dans un cadre contraint. Selon Raymond Boudon, l'acteur cherche à optimiser ses décisions en fonction des contraintes du système social. Selon Émile Durkheim, les manières d'agir des acteurs sont le produit de fait sociaux antérieurs et extérieurs aux individus. Selon Pierre Bourdieu, l'action obéit à une logique pratique et les acteurs sont dotés d'un sens pratique.

## Principes généraux
Selon le sociologue François Dubet, la sociologie a inventé l'idée d'action sociale, idée qu'il synthétise de la manière suivante : 

« L'ordre social s’expliquerait par le fait que les conduites des acteurs, leur subjectivité procèdent de l'intériorisation des valeurs, des normes et des contraintes du système. [...] Les acteurs ont une intentionnalité, ils sont "libre" et poursuivent des buts propres, mais ceux-ci sont fixés par des normes, des rôles, des valeurs et des mécanismes de contrôle social »

Dubet explique, qu'outre Max Weber, Émile Durkheim, Talcott Parsons, Norbet Elias, et Pierre Bourdieu ont développé cette conception. On pourrait également ajouter Raymond Boudon.
Dans son ouvrage Introduction à la sociologie générale : 1. l'Action sociale, le sociologue Guy Rocher explique que l'action sociale, c'est-à-dire le rapport entre deux personnes, autrement dit l'interaction, est la plus petite unité d'observation en sociologie. Il précise que les modèles, les rôles, les sanctions, les valeurs et les symboles, sont à la fois : extérieurs aux personnes et intériorisées par elles, objectifs et subjectifs. Cette remarque implique de prendre en compte la dimension culturelle, socialisatrice et symbolique de l'action sociale. 

## Conceptualisation wébérienne
Dans leur manuel Histoire des pensées sociologues, les sociologues Jean-Pierre Delas et Bruno Milly présentent Max Weber comme « sociologue de l'activité sociale ». En effet, l'action sociale est au cœur de l'objet d'étude de la sociologie wébérienne. La philosophe Catherine Colliot-Thélène, dans son ouvrage La Sociologie de Max Weber, cite un passage du livre (posthume) de Max Weber, à savoir Économie et société, dans lequel il mentionne l'action sociale :

« Nous appelons sociologie (au sens où nous entendons ici ce terme utilisé avec beaucoup d’équivoques) une science qui se propose de comprendre par interprétation l’action sociale et par là d’expliquer causalement son déroulement et ses effets. Nous entendons par “action” un comportement humain (peu importe qu’il s’agisse d’un acte extérieur ou intime, d’une omission ou d’une tolérance), quand et pour autant que l’agent ou les agents lui communiquent un sens subjectif. Et par action “sociale”, l’action qui, d’après son sens visé par l’agent ou les agents, se rapporte au comportement d’autrui, par rapport auquel s’oriente son déroulement »

D'abord, Weber défini ce qu'est une action sociale et ce qui n'en est pas : l'action sociale s'oriente par rapport au comportement passé, présent ou attendu d'autrui. N'est pas une action sociale : l'activité par rapport à un objet matériel ou bien une activité intime et personnelle (exemples : contemplation, prière) ; l'interaction non orientée entre deux individus (comme la collision entre deux cyclistes) ; une activité uniforme (tout le monde ouvre son parapluie), une activité influencée/déterminée par autrui (un mouvement de foule), une simple imitation.
Ensuite, Weber insiste sur le sens que les acteurs donnent à leur action. Autrement dit, toute activité sociale, c'est-à-dire un comportement auquel l'acteur attribue un sens subjectif, peut être comprise comme un des quatre types idéaux de détermination de l'action sociale (ou comme une de leur combinaison), c'est-à-dire de « motivations subjectives » de celle-ci,.
1. L'action rationnelle en finalité (zweckrational) ou « téléologiquement rationnelle » : l'acteur conçoit un but précis et combine des moyens logiques pour y parvenir. Weber n'exclut pas les actions rationnelles du point de vue de l'acteur, mais jugées irrationnelles par l'observateur.
2. L'action rationnelle en valeur (wertrational) ou « axiologiquement rationnelle » : « Agit d’une manière purement rationnelle en valeur celui qui agit sans tenir compte des conséquences prévisibles de ses actes, au service qu’il est de sa conviction portant sur ce qui lui apparaît comme commandé par le devoir, la dignité, la beauté, les directives religieuses, la piété ou la grandeur d’une « cause », quelle qu’en soit la nature »[9].
3. L'action affectuelle : l'action immédiatement déterminée par des affects ou des émotions, tels que la vengeance, la jouissance, le dévouement.
4. L'action traditionnelle : C'est « une manière morne de réagir à des excitations habituelles, qui s’obstine dans la direction d’une attitude acquise autrefois »[10].

Cette définition de l'action sociale, correspond à ce que le sociologue Guy Rocher désigne par « la définition subjective de Max Weber ». Elle se distingue de la définition objective d'Émile Durkheim.

## Conceptualisation durkheimienne
Selon le sociologue Guy Rocher, pour Durkheim l'action sociale consiste en « des manières d'agir, de penser et de sentir, extérieures à l'individu, et qui sont douées d'un pouvoir de coercition en vertu duel elles s'imposent à lui ».

## Conceptualisation parsonnienne
Chez Talcott Parsons, le terme d'action doit être entendus dans un sens incluant non seulement les comportements mais également les pensées, les sentiments, les aspirations et les désirs. Selon Parsons, l'acteur oriente son action en direction d'une fin, et s'il en choisit les moyens, ce choix s'inscrit dans un cadre contraint, car l'acteur ne dispose que d'un contrôle partiel sur son environnement. Autrement dit, les choix des acteurs sont liés à des valeurs communes et des normes constitutifs de la structure de la société, qui contraignent l'action individuelle.
Le sociologue Michel Lallement, dans le tome 2 de son manuel Histoire des idées sociologiques, cite un passage du livre  de Talcott Parsons, à savoir The Structure of Social Action, dans lequel il mentionne l'action sociale :

« [La sociologie entendue comme] science qui tente de construire une théorie analytique des systèmes d'action sociale dans la mesure où ces systèmes peuvent être compris à partir de la nature de l'intégration reposant sur des valeurs communes »

Parsons propose une théorie générale de l'action sociale qui puisse être mobilisée dans toutes les sciences humaines (économie, sociologie, psychologie, politique),. En 1937, il fait paraître The Structure of Social Action. Sa théorie, désigné sous le nom de « théorie volontariste de l'action », et n'est pas achevée mais constitue une synthèse des idées de Max Weber, Alfred Marshall, Vilfredo Pareto et Émile Durkheim,. En effet, douze chapitres sur dix-neuf au total sont consacrés à ces quatre auteurs. Le programme de cet ouvrage est double, il consiste en une série de recommandations épistémologique d'une part, et d'un ensemble de présuppositions générales touchant au choix du « cadre de référence », à la nature de l'action et au fondement de l'ordre social. D'une part, Parsons s'oppose à l'empirisme  vulgaire, et d'autre part, il s'oppose à l'utilitarisme. Ainsi, contre l'idée de « norme rationnelle d'efficacité », selon laquelle les conduites s'écartant de ce critère de rationalité seraient irrationnelles, il propose la notion d'orientation normative de l'action.

## Conceptualisation bourdieusienne
Pierre Bourdieu a élaboré une sociologie de l'action incluant une sociologie réflexive, dès 1972 avec l'ouvrage Esquisse d'une théorie de la pratique, prolongé en 1980 avec Le Sens pratique et en 1997 avec Méditations pascaliennes. Bourdieu distingue deux postures : la première est celle de l'observateur qui réfléchit et disserte sur l'action ; la seconde est celle de l'agent qui agit, « pris » par « le feu de l'action ». Pour Bourdieu, l'action obéit à une logique spécifique, une logique pratique. Ceci implique l'existence d'un sens pratique, inégalement distribué puisqu'il est une partie intégrante de l'habitus, et qui ne s'exerce qu'en situation.

## Conceptualisation boudonnienne
Raymond Boudon est un sociologue connu pour avoir théorisé le paradigme sociologique de l'individualisme méthodologique. Influencé, notamment par les travaux Talcott Parsons et de Max Weber, Raymon Boudon s'interroge sur les raisons de l'action : 

« le principe de "l'individualisme méthodologique" énonce que, pour expliquer un phénomène social quelconque [...] il est indispensable de reconstruire les motivations des individus concernés par le phénomène en question, et d'appréhender ce phénomène comme le résultat de l'agrégation des comportements individuels dictés par ces motivations »

Ainsi, pour Raymond Boudon, la combinaison des choix individuels produit un effet macrosociologique émergent (par effet d'agrégation), et les acteurs cherchent à optimiser leurs décisions en fonction des contraintes du système social. Les acteurs, engagés dans des situations, plus ou moins contraignantes, poursuivent des buts, et manipulent des ressources. Pour Raymond Boudon, « l'atome logique » de l'analyse sociologique est donc l'acteur individuel. Cet acteur peut être un individu ou une unité collective. L'idée que le niveau macrosociologique s'explique par l'agrégation des choix individuels est caractéristique de l'individualisme méthodologique qui s'oppose aux paradigmes holistes, accusées de déterminisme sociologique et d'une vision « hypersocialisée ». Dans son modèle cognitiviste, Raymond Boudon propose deux types de rationalité : la rationalité instrumentale (l'action est fondée sur la recherche de l'intérêt de l'individu) et la rationalité axiologique (fondée sur le sens qu'accorde l'individu à son action).